# Novaki (Maruševec)
Novaki falu Horvátországban, Varasd megyében. Közigazgatásilag  Maruševechez tartozik.

## Fekvése
Varasdtól 15 km-re, községközpontjától Maruševectől 5 km-re délnyugatra a Zagorje hegyeinek keleti lábánál enyhén dombos vidéken fekszik.

## Története
A falunak 1857-ben 223, 1910-ben 442 lakosa volt. 1920-ig Varasd vármegye Ivaneci járásához tartozott. 2001-ben 156 háza és 549 lakosa volt.

## Híres emberek
Itt született 1808. január 4-én szegény paraszti családból Matija Smodek (Smodek Mátyás) jogtudós, egyetemi tanár a zágrábi egyetem első horvát nyelv professzora.